# 朱奠壏
弋陽榮莊王朱奠壏（1433年7月22日—1461年6月12日），號碧巖，明朝寧藩第一代弋陽王，寧惠王朱磐烒的庶第五子。

## 生平
宣德八年七月初六日（1433年7月22日）生。正統四年（1439年）四月，獲賜名奠壏。正統七年（1442年）六月，封鎮國將軍。正統八年（1443年）十二月，獲賜誥命、冠服。景泰二年（1451年）三月，進封弋陽王。
天順五年五月初五日（1461年6月12日），朱奠壏因遭錦衣衛指揮同知逯杲誣陷與母淫亂敗倫，母子二人被勒令自盡，享年二十九歲。後追復爵位，賜諡榮莊。四年後，嫡長子朱覲鐰襲爵。

## 家庭

### 妻
- 劉氏（1433年[1]－1473年[8]），贛州衛千戶劉瑛女，景泰三年（1452年）閏九月冊為弋陽王妃[9]。

### 妾
- 胡氏，冊為弋陽王夫人，生進賢縣主。[10]

### 子
- 嫡長子：弋陽僖順王朱覲鐰

### 女
- 庶長女：進賢縣主（1461年－1500年），儀賓夏瑛[10]